# ベーリング (競走馬)
ベーリング (Bering) はイギリス生まれの競走馬および種牡馬である。

## 経歴
2歳時の1985年に競走馬デビューし、デビュー2戦目で初勝利を挙げた。
3歳となった1986年はまずノアイユ賞 (G2) で重賞初勝利を挙げると、続くオカール賞 (G2) とジョッケクルブ賞 (G1) も制した。ジョッケクルブ賞の勝ちタイムはレースレコードとなる2分24秒1だった。その後休養をはさみ、秋の初戦となったニエル賞 (G3) を制して連勝を5まで伸ばしたが、次の凱旋門賞 (G1) ではダンシングブレーヴに1馬身半差で敗れて2着となり、この競走を最後に競走馬を引退した。
1987年からアメリカ・ケンタッキー州で種牡馬となり、2009年まで種牡馬として活動した。種牡馬引退後2011年に死亡するまでドーヴィルのケスネー牧場で繋養されていた。

## 主な産駒
種牡馬としても産駒が活躍し、ペニカンプやアメリカンポストといったG1優勝馬を輩出した。ペニカンプやアメリカンポストは種牡馬入りを果たし、サイアーを繋げている。日本においては、持込馬のケープリズバーンが1999年にTCK女王盃を制している。
- 1988年産
  - Peter Davies / ピーターデイヴィス（レーシングポストトロフィー）
  - Steamer Duck / スチーマーダック（グランクリテリウム）
- 1992年産
  - Matiara / マティアラ（プール・デッセ・デ・プーリッシュ[1]）
  - Pennekamp / ペニカンプ（サラマンドル賞、デューハーストステークス、2000ギニーステークス、[1]種牡馬）
- 1995年産
  - Glorosia / グロロシア（フィリーズマイル）
  - ケープリズバーン（TCK女王盃）
- 2001年産
  - American Post / アメリカンポスト（ジャン・リュック・ラガルデール賞、レーシングポストトロフィー、プール・デッセ・デ・プーラン[1]、種牡馬）

### 母の父としてのおもな産駒
- 1997年産
  - Special Ring / スペシャルリング（2003年～2004年エディリードH）
- 2001年産
  - Torrestrella / トーレストレラ（2004年プール・デッセ・デ・プーリッシュ）
- 2002年産
  - シーチャリオット（2005年東京ダービーなど）
- 2004年産
  - Gentoo[1] / ジェントゥー（2010年カドラン賞、2010年ロワイヤルオーク賞）
- 2006年産
  - Harbinger / ハービンジャー[1]（2010年キングジョージ6世&クイーンエリザベスステークス）
- 2008年産
  - サトノアポロ（2013年中日新聞杯）
- 2010年産
  - Morandi / モランディ（2012年クリテリウムドサンクルー）
- 2014年産
  - Stradivarius / ストラディバリウス（2017年～2020年グッドウッドカップ、2018年～2020年ゴールドカップ）
- 2020年産
  - Little Big Bear / リトルビッグベアー（2022年フェニックスステークス）
- 2022年産
  - Whistlejacket / ホイッスルジャケット（2024年モルニ賞）

## 血統表
| ベーリングの血統         | ベーリングの血統                                                    | ベーリングの血統                                                    | （血統表の出典）                                                    | （血統表の出典） |
| 父系                     | ネイティヴダンサー系                                                | ネイティヴダンサー系                                                | ネイティヴダンサー系                                                | [ § 2 ]          |
| 父 Arctic Tern 1973 栗毛 | 父の父Sea-Bird 1962 栗毛                                            | Dan Cupid                                                           | Native Dancer                                                       | Native Dancer    |
| 父 Arctic Tern 1973 栗毛 | 父の父Sea-Bird 1962 栗毛                                            | Dan Cupid                                                           | Vixenette                                                           |                  |
| 父 Arctic Tern 1973 栗毛 | 父の父Sea-Bird 1962 栗毛                                            | Sicalade                                                            | Sicambre                                                            | Sicambre         |
| 父 Arctic Tern 1973 栗毛 | 父の父Sea-Bird 1962 栗毛                                            | Sicalade                                                            | Marmelade                                                           |                  |
| 父 Arctic Tern 1973 栗毛 | 父の母Bubbling Beauty 1961 栗毛                                     | Hasty Road                                                          | Roman                                                               | Roman            |
| 父 Arctic Tern 1973 栗毛 | 父の母Bubbling Beauty 1961 栗毛                                     | Hasty Road                                                          | Traffic Court                                                       |                  |
| 父 Arctic Tern 1973 栗毛 | 父の母Bubbling Beauty 1961 栗毛                                     | Almahmoud                                                           | Mahmoud                                                             | Mahmoud          |
| 父 Arctic Tern 1973 栗毛 | 父の母Bubbling Beauty 1961 栗毛                                     | Almahmoud                                                           | Arbitrator                                                          |                  |
| 母 Beaune 1974 栗毛      | 母の父Lyphard 1969 鹿毛                                             | Northern Dancer                                                     | Nearctick                                                           | Nearctick        |
| 母 Beaune 1974 栗毛      | 母の父Lyphard 1969 鹿毛                                             | Northern Dancer                                                     | Natalma                                                             |                  |
| 母 Beaune 1974 栗毛      | 母の父Lyphard 1969 鹿毛                                             | Goofed                                                              | Court Martial                                                       | Court Martial    |
| 母 Beaune 1974 栗毛      | 母の父Lyphard 1969 鹿毛                                             | Goofed                                                              | Barra                                                               |                  |
| 母 Beaune 1974 栗毛      | 母の母Barbra 1969 黒鹿毛                                            | Le Fabuleux                                                         | Wild Risk                                                           | Wild Risk        |
| 母 Beaune 1974 栗毛      | 母の母Barbra 1969 黒鹿毛                                            | Le Fabuleux                                                         | Anguar                                                              |                  |
| 母 Beaune 1974 栗毛      | 母の母Barbra 1969 黒鹿毛                                            | Biobelle                                                            | Cernobbio                                                           | Cernobbio        |
| 母 Beaune 1974 栗毛      | 母の母Barbra 1969 黒鹿毛                                            | Biobelle                                                            | La Beloli                                                           |                  |
| 母系(F-No.)              | (FN:7-f)                                                            | (FN:7-f)                                                            | (FN:7-f)                                                            | [ § 3 ]          |
| 5代内の近親交配          | Almahmoud 3×5=15.63%、Native Dancer 4×5=9.38%、Prince Bio 5×5=6.25% | Almahmoud 3×5=15.63%、Native Dancer 4×5=9.38%、Prince Bio 5×5=6.25% | Almahmoud 3×5=15.63%、Native Dancer 4×5=9.38%、Prince Bio 5×5=6.25% | [ § 4 ]          |
| 出典                     | 1. 2. 3. 4.                                                         | 1. 2. 3. 4.                                                         | 1. 2. 3. 4.                                                         | 1. 2. 3. 4.      |